# Molenna w Wodziłkach
Molenna w Wodziłkach – molenna staroobrzędowców należąca do parafii Wschodniego Kościoła Staroobrzędowego w Wodziłkach, w gminie Jeleniewo, powiecie suwalskim, województwie podlaskim.
Świątynię wzniesiono w 1921. Drewniana, o konstrukcji zrębowej, salowa, na podmurówce z kamienia polnego. Od frontu dobudowana w 1928 trójkondygnacyjna wieża z wielobocznym blaszanym hełmem, zwieńczonym sygnaturką z ośmioramiennym krzyżem. Nad nawą jednokalenicowy, blaszany dach. Obiekt gruntownie wyremontowano w 1997.
Molennę wpisano do rejestru zabytków 2 września 1983 pod nr 414.